# Tetranchyroderma pentaspersus
Tetranchyroderma pentaspersus is een buikharige uit de familie Thaumastodermatidae. Het dier komt uit het geslacht Tetranchyroderma. Tetranchyroderma pentaspersus werd in 2006 voor het eerst wetenschappelijk beschreven door Nicholas & Todaro. 